# オリバー・マッコール
オリバー・マッコール（Oliver McCall、1965年4月21日 - ）は、アメリカ合衆国の男性元プロボクサー。元WBC世界ヘビー級王者。

## 来歴
1985年11月2日、プロデビュー。
全盛期のマイク・タイソンのスパーリングパートナーを務めており、1988年3月21日、東京ドームで行われたトニー・タッブスとの統一王座防衛戦にもスパーリングパートナーとして来日した。
1992年6月26日、NABF北米ヘビー級王者トニー・タッカー（アメリカ合衆国）に挑戦し、1-2の判定負けで王座獲得ならず。
1994年9月24日、WBC世界ヘビー級王者レノックス・ルイス（イングランド）に挑戦し、2回TKO勝ちで王座を獲得した。
1995年4月8日、ラリー・ホームズ（アメリカ）に3-0の判定勝ちで初防衛に成功した。
1995年9月2日、フランク・ブルーノ（イングランド）と対戦し、0-3の判定負けで王座から陥落した。
1996年2月24日、後にWBC世界ヘビー級王者となるオレグ・マスカエフ（カザフスタン）と対戦し、1回KO勝ち。
1996年4月、マリファナ所持で逮捕。
1996年7月30日、コカインとマリファナ所持で逮捕。
1996年12月15日、ホテルで警官にクリスマスツリーを投げつけ、つばを吐いたとして逮捕。
1997年2月7日、WBC世界ヘビー級王座決定戦でレノックス・ルイスと再戦。マッコールは3回あたりからラウンドが終了してもコーナーに戻ることを拒否してリングを歩きまわるなど様子がおかしくなり、4回終了後に突然泣き出しレフェリーが5回に試合を止め、TKO負けとなった。その後ファイトマネー300万ドルの支払いが保留となり、最終的に25万ドルの罰金が課せられた。
1997年4月、医師から精神障害と診断を受け、精神病院へ強制入院措置がとられる。
1998年10月、執行官に対する脅迫と暴行及び公務執行妨害で懲役1年の有罪判決を受ける。
2001年、1年間服役、世界ランキングを失う。
2005年10月15日、ファン・カルロス・ゴメス（キューバ）と対戦し、0-3の判定負けとなるも、試合後のドラッグテストでゴメスに陽性反応が出たため、ノーコンテストとなった。
2006年1月、テネシー州ナッシュビルで住居侵入容疑およびコカイン所持により逮捕され、2006年5月8日に釈放された。
2006年9月9日、FECARBOXヘビー級王座を獲得した。
2007年6月16日、WBCインターナショナルヘビー級王者シナン・サミル・サン（トルコ）に挑戦し、3-0の判定勝ちで王座を獲得した。
2007年10月19日、初防衛戦でファン・カルロス・ゴメスと再戦し、0-3の判定負けで王座から陥落した。
2010年2月、コカインと麻薬吸引器を所持していたとして逮捕。
2018年11月30日、ラリー・ナイト(アメリカ)に6回3-0の判定勝ち。この試合を最後に事実上引退。

## 獲得タイトル
- 第17代WBC世界ヘビー級王座（防衛1度）